# Вулиця Богдана Хмельницького (Сіверськодонецьк)
Ву́лиця Богдана Хмельницького — вулиця у Сіверськодонецьку. Довжина 3 900 метрів. Починається від вулиці Партизанської, перетинає Центральний проспект, вулиці Донецьку і Лісну, проспект Космонавтів і вулицю Князя Володимира. В неї впираються вулиці Автомобільна, Танкістів, Миколи Амосова і Лисичанська. Закінчується на перетині з вулицею Дмитра Сірика. Забудована багатоповерховими житловими будинками.
До 19 січня 2024 року вулиця носила назву на честь Юрія Гагаріна - радянського російського космонавта. Перейменування відбулося у зв'язку з деколонізацією в Україні, що була спричинена російським повномасштабним вторгненням.
1. ↑  Про перейменування об'єктів топоніміки Сєвєродонецька та інших населених пунктів Сєвєродонецької міської територіальної громади. Сєвєродонецька міська рада. Процитовано 16 серпня 2025.